# ハーレーダビッドソン・CVO
CVO（シーブイオー）とは、アメリカのオートバイメーカー・ブランドであるハーレーダビッドソンが製造しているオートバイシリーズ。

## 概要
1997年にWGダビッドソンが中心となって「純正カスタムモーターサイクルを製造する」ことをコンセプトに開始する。背景にはハーレーダビッドソンが巨大企業となったことで様々な制限が出てきたからである。CVOとは「Custom Vehicle Operation」の略で、ハーレーダビッドソンの技術者が他のシリーズを持てる技術のすべてを投入して豪華に改造している。そのため、他のシリーズより価格は高めになっている。

## CVOファミリー
- FXRII - 第一号車。
- FLSTSE2 - ソフテイルコンバーチブルとも表記。
- FLHTCUSE5 - ウルトラクラシックエレクトラグライドとも表記。
- FLHTCUSE6 - ウルトラクラシックエレクトラグライドとも表記。
- FLHXSE - ストリートグライドとも表記。
- FLHXSE2 - ストリートグライドとも表記。
- FLHTRUSE - ロードグライドウルトラとも表記。
- FXDF2-CVO - ダイナファットボブとも表記。
- FLHRSE5 - ロードキングとも表記。